# Ecfonema
Se denomina ecfonema a la inclusión en un texto de una exclamación, la cual aparece como un inciso dentro del discurso. Este fenómeno recibe el nombre de ecfonesis.

## Ejemplos
Dejando a una parte, ¡cielos!,
el delito de nacer...
Calderón

Dale que dale, Dios, ¡ay!
Hasta la perfección
M. Hernández